# 亨利·葛尼
亨利·洛威爾·戈茲沃西·葛尼爵士（英語： KCMG，1898年6月27日—1951年10月6日），大英帝国行政官員，1948年10月至1951年10月出任英国驻马来亚联合邦高级专员（马来亚華人傳統上譯作欽差大臣），任內正值馬來亞紧急状态，1951年10月6日於彭亨任上遭马来亚共产党（马共）狙击而身亡，轟動一時。

## 生涯
葛尼在温彻斯特书院接受教育。第一次世界大战期间，他加入了英国陆军，并于1917年至1920年在国王皇家步枪军团服役。在牛津大学学院短暂任职后，他于1921年加入英国藩政部門，并被派往肯尼亚担任助理区专员。1935年，在肯尼亚待了14年后，他被任命为牙买加助理輔政司。在理藩部短暂工作后，葛尼于1938年至1944年担任东非州长会议的首席秘书，并于1944年至1946年担任黄金海岸輔政司。
1946年，他被任命为巴勒斯坦託管地布政司，於1946年10月初赴任。在巴勒斯坦犹太人起事期间，葛尼為託管地政府制定政策。雖然葛尼對猶太復國事業懷有敵意，但他還是按部就班地組織了託管地政府的撤離工作，並逐步解除當地託管制度。1948年5月14日，即英国託管期最後一日，葛尼從耶路撒冷大衛王酒店取下旗幟，並乘飛機返英，是託管地最後一批撤離的英方人員之一。
在1947年的新年荣誉勋章中，由于他在巴勒斯坦的任职，他获授予圣米迦勒及圣乔治爵级司令勋章（KCMG），这是该勋章中的二等。他以前曾获同袍勋章（CMG），即该勋章的三等。1949年，他获授予圣约翰骑士勋章。
1948年10月1日，葛尼被任命为英国驻马来亚高级专员。葛尼在马来亚紧急状态开始时上任，并在接下来的三年里成为英国在马来亚政策的策划师。